# کانور شمالی
کانور شمالی (به انگلیسی: Kannur North) یک منطقهٔ مسکونی در هند است که در بخش کنور واقع شده‌است. کانور شمالی ۲۶٬۹۶۳ نفر جمعیت دارد.